# German Beach Trophy 2021 (Beachhandball)
Die German Beach Trophy wurde erstmals 2021 ausgetragen. Neben dem Beachvolleyball, der der von Beginn an vorgesehen war, wurde zusätzlich auch Beachhandball ausgetragen. Diese Wettbewerbe wurden am 16. und 17. Januar 2021 in der Mitsubishi Electric Halle durchgeführt.

## Konzept, Modus und Einschränkungen
Das Turnier wurde als Wettbewerb innerhalb der deutschen Nationalmannschaften ausgetragen. Der Nationaltrainer der Männer, Konrad Bansa, hatte 18 Spieler berufen, der Trainer der männlichen Jugend (U 16), Marten Franke, ebenfalls 18 und der Trainer der Frauen und weiblichen Jugend (U 16), Frowin Fasold, 17 Spielerinnen für die National- und 18 Spielerinnen für die Nachwuchs-Mannschaft.
Aus den jeweiligen Kadern wurden je zwei Mannschaften, eine Nord- und eine Südmannschaft gebildet, die in zwei Spielrunden über die beiden Tage einen Sieger ausspielen. Dabei wurden zudem für eine weitere Mannschaftsübergreifende Wertung Punkte für Nord- und Süddeutschland gesammelt. Ergänzt wurden die Spiele durch einen diese flankierenden Trickshot-Contest. Am zweiten Tag kam es zu kleineren Team-Umbildungen.
Männertrainer Bansa musste auf mehrere Spieler verzichten, die in der 1. und 2. Handball-Bundesliga aktiv waren verzichten, zudem fehlten folgende Leistungsträger von der Beachhandball-Euro 2019:
- Maurice Dräger (Nordlichter, verletzt)
- Colin Räbiger (Nordlichter, nicht berufen)
- Erik Gülzow (Nordlichter)
- Hendrik Prahst (Otternasen)
- Nicola Rascher (Otternasen)
- Bastian Schwarz (Beach & Da Gang Münster)

Frauentrainer Fasold musste ebenfalls auf mehrere Spielerinnen aus der Bundesliga verzichten, darunter auf die Spielführerin und Abwehrchefin Lucie-Marie Kretzschmar sowie die Torhüterin Katharina Filter. Dafür konnte er anders als Bansa mit Lena Klingler, Anja Kreitczick und Alica Burgert mehrere Zweitliga-Spielerinnen einsetzen.
Als Schiedsrichtergespanne wurden für die Spiele der Nachwuchsmannschaften Linda Berndt und Arite Hartmann vom Mitteldeutschen Handballverband berufen, für die Spiele der A-Mannschaften das einzige deutsche Schiedsrichterdoppel, das auch in internationalen Beachhandball-Spielen zum Einsatz kommt: Bjarne Deiters und Jesper Stumpfe.
Die üblichen sportlichen Einschränkungen durch die COVID-19-Pandemie galten für die beteiligten Spielerinnen und Spieler nicht, weil sie alle Angehörige der Nationalmannschaften waren, die weiterhin eingeschränkt Sport treiben durften. Zudem gab es ein umfangreiches Hygiene- und Infektionsschutzkonzept, das auch durchweg funktioniert hatte.

## Aufgebote
| Frauen | Männer | weibliche Jugend | männliche Jugend |
| --- | --- | --- | --- |
| - Joelle Arno (Minga Turtles) - Amelie Bayerl* (Brüder Ismaning) - Miriam Bolduan (Strandgeflüster) - Anna-Lena Boulouednine** (Minga Turtles) - Alica Burgert (Desperados Housewives) - Magdalena Frey* (Brüder Ismaning) - Belen Gettwart** (Beach Bazis) - Sarah Irmler (Brüder Ismaning) - Isabel Kattner* (Beach Bazis) - Lena Klingler* (Minga Turtles) - Michelle Köbrich** (Beach Bazis) - Anja Kreitczick (Minga Turtles) - Kiara Spindler** (Brüder Ismaning) - Celina Männich (Beach Unicorns) - Michelle Schäfer** (Brüder Ismaning) - Kirsten Walter* (Brüder Ismaning) - Emily Winkler (Beach Chiller) | - Moritz Friedel (BHT Hurricanes) - Severin Henrich** (THC EhDrin Ismaning) - Sebastian Jacobi* (Beach & Da Gang) - Niklas Haupt (Beachmopeten) - Torben Knop (Shotgunners) - Tim Krauth** (12 Monkeys) - Fabian Lieb (Beach & Da Gang) - Oliver Middell (12 Monkeys) - Stefan Mollath* (Beach & Da Gang) - Felix Molsner (12 Monkeys) - Lars Nickel (Beach & Da Gang) - Emil Paulik* (BHCK Lechfeldkobras) - Julian Schmälzlein (BHC Sand Devils) - Kim Schmid (SG Schurwald) - Leon Weiß (BHT Hurricanes) - Matthew Wollin** (Nordlichter) - Jörn Wolterink* (BHC Sand Devils) - Sebastian Zeyen (12 Monkeys) | - Marlene Fuchs - Carmen Berndt - Carolin Hübner - Jantje Uhlenberg - Emma Reinemann - Laila Ihlefeldt - Kristina Krecken - Jette Dudda - Claire Ramacher - Leni Blessing - Johanna Borrmann - Franziska Neumaier - Ryleene Teodoro - Ylva Tants - Merle Theilig - Carla Mattfeld - Maj Sagebiel - Annika Paeslack | - Lars Zelser - Lauro Pichiri - Lennart Liebeck - Noah Duris - Paul Bonnet - Sören Kilp - Philipp Alt - Björn Ewald - Finn Geils - Manuel Hörr - Vincent Waese - Nick Horstmann - Yunus Uckac - Erik Schopp - Ben Grüger - Mikkel Wandtke - Keno Danzenbächer - Lennart Wörmann |

Mit * markierte Spielerinnen und Spieler nahmen 2019 an den Europameisterschaften teil, mit ** bei den Europameisterschaften der Jugend.

## Spiele

### Tag eins
- Juniorinnen Nord – Juniorinnen Süd: 0:2 (22:23 – 8:14)
- Frauen Nord – Frauen Süd: 0:2 (8:20 – 12:18)
- Junioren Nord – Junioren Süd: 2:1 (22:18 – 16:20 – 7:6)
- Männer Nord – Männer Süd: 2:0 (22:21 – 21:20)

Nach dem ersten Tag stand es im Vergleich zwischen Nord- und Südmannschaften 2:2.

### Tag zwei
- Männer Nord – Männer Süd: 1:2 (20:18 – 15:18 – 2:9)
- Frauen Nord – Frauen Süd: 0:2 (10:13 – 15:16)
- Juniorinnen Nord – Juniorinnen Süd: 0:2 (14:22 – 14:22)
- Junioren Nord – Junioren Süd: 2:0 (22:19 – 22:21)

Damit gewannen die Südteams am zweiten Tag mit 3–1 und insgesamt mit 5–3. Vor allem bei den Frauen war der Süden aufgrund der Konzentration von verschiedenen Spitzenmannschaften im Raum München und darüber hinaus klar überlegen, während bei den Männern der Norden etwas stärker war.

## Übertragung und Zuschauer
Mit 7000 Zuschauern im Schnitt und 10.000 Zusehern in der Spitze bei 600.000 Gesamtklicks auf der Streamingplattform Twitch über die beiden Spieltage galt die Veranstaltung bei den örtlichen Veranstaltern wie auch beim DHB als Erfolg. Die Spiele wurden neben dem Organisator Alexander Walkenhorst von verschiedenen weiteren Co-Kommentatoren begleitet, darunter neben anderen die ehemalige Handball- und Beachhandball-Nationalspielerin Christine Lindemann und dem Beachvolleyballer und German-Beach-Open-Gründer Marc Kunz.

## Einzelbelege
1. ↑  Deiters/Stumpfe und Berndt/Hartmann leiten die Spiele der German Beach Trophy. Abgerufen am 16. Januar 2021.
2. ↑  German Beach Trophy: Ausgeglichener erster Tag zwischen Nord und Süd. Abgerufen am 17. Januar 2021.
3. ↑  German Beach Trophy: Süd-Auswahlen triumphieren. Abgerufen am 17. Januar 2021.
4. ↑  German Beach Trophy: Ausgeglichener erster Tag zwischen Nord und Süd. Abgerufen am 17. Januar 2021.
German Beach Trophy: Süd-Auswahlen triumphieren. Abgerufen am 17. Januar 2021.